# Стобрава
Стобрава (пол. Stobrawa, Młynówka) — річка в Польщі, у Олеському, Ключборському й Бжезькому повітах Опольського воєводства. Права притока Одри (басейн Балтійського моря).

## Опис
Довжина річки 80,29 км, висота гирла над рівнем моря —136,1 м, найкоротша відстань між витоком і гирло — 56,90  км, коефіцієнт звивистості річки — 1,42 . Площа басейну водозбору 1600 км².

## Розташування
Бере початок у селі Ваховице ґміни Олесно. Спочатку тече на північний захід через міста Олесно та Ключборк. Після населеного пункту Колочек річка тече переважно на південний захід і на південній стороні від села Нове Кольне ґміни Любша впадає у річку Одру.
Населені пункти вздовж берегової смуги: Войцехув, Старе Олесно, Добжини, Лігота Ґурна, Краскув, Карловице, Стобрава.
Притоки: Вольчинський Потік (права); Богациця, Будковічанка (ліві).